# Krzysztof Rymszewicz
Krzysztof Rymszewicz (Varsovia, 9 de febrero de 1987) actor y cantante polaco.
Estudió canto y comenzó en el musical Romeo i Julia en 2004. Con Monika Ambroziak, es padre de una niña nacida en 2008.

## Discografía
- Romeo i Julia

### Singles
- Twych Oczu Blask
- Świetlista Noc
- Przebacz Mi

- Datos: Q549315
- Multimedia: Krzysztof Rymszewicz / Q549315